# Joannes Joseph Emile Hubert Ronckers
Joannes Joseph Emile Hubert Ronckers (St. Geertruid, 6 maart 1895 – Margraten, 21 februari 1954) was een Nederlands politicus.
Hij werd geboren als zoon van Joseph Hubert Ronckers (1859-1921; hoofdonderwijzer) en Maria Anna Prompers (1867-1907). Hij was gemeente-ontvanger in St. Geertruid voor hij in 1923 benoemd werd tot burgemeester van Margraten. Hij was enkele maanden ondergedoken voordat in september 1944 die gemeente bevrijd werd. Kort daarop werd Ronckers voor een beperkte periode tevens waarnemend burgemeester van Cadier en Keer. In Margraten kwam een grote begraafplaats voor Amerikaanse militairen die in 1944 en 1945 omkwamen tijdens de strijd in Zuid-Limburg en daarbuiten; de Amerikaanse Begraafplaats Margraten. Tijdens zijn burgemeesterschap overleed Ronckers begin 1954 op 58-jarige leeftijd.